# دوري أمريكا الجنوبية لكرة السلة
دوري أمريكا الجنوبية لكرة السلة (بالبرتغالية: Liga Sul-Americana de Basquete (LSB)‏) هو دوري كرة سلة احترافي في أمريكا الجنوبية تأسس في سنة 1996. يلعب فيه 16 فريقا. يعتبر أسوسيان ديبورتيفا أتيناس هو الأكثر فوزا به وذلك برصيد 3 بطولات.

## وصلات خارجية
- الموقع%20الرسمي